# Сампайо, Сара
Сара Сампайо (порт. Sara Pinto Sampaio; родилась 21 июля 1991, Леса-да-Палмейра) — португальская модель. С апреля 2015 года один из «ангелов» компании Victoria’s Secret.
Приобрела популярность в 2007 году после победы на португальском конкурсе моделей Cabelos Pantene 2007, проводимом под эгидой компании Procter & Gamble. После этого стала фотографироваться для обложек различных модных журналов, практически не появляясь при этом на подиуме. В 2012 году была выбрана лицом бренда нижнего белья Calzedonia, в этом же году стала лицом бренда Replay вместе с Ириной Шейк и бренда Blumarine вместе c Адрианой Лима. В 2013 году появляется на обложке первого номера журнала GQ-Португалия.
В 2014 году становится первой португальской моделью которая приглашается для съемок журнала Sports Illustrated.
В различное время принимала участие в показах: Victoria's Secret, Blumarine, Kevork Kiledjian, Armani, Asos, Calzedonia, Replay, Moschino и другие. Часто появляется на обложках модных журналов, среди которых можно отметить: GQ, Elle, Vogue, Glamour и Sports Illustrated.
В 2013 и 2014 и 2015 годах была приглашена на итоговый показ компании «Victoria’s Secret».
21 ноября 2023 года издание Deadline сообщило, что Сара Сампайо сыграет помощницу Лекса Лютора, Еву Тешмахер, в фильме «Супермен».

## Награды
- Лучшая модель Португалии, Portuguese Golden Globes Fashion Awards 2011
- Лучшая модель Португалии, Vogue Portugal Fashion Awards 2011
- Лучшая модель Португалии, Portuguese Golden Globes Fashion Awards 2012
- Лучшая модель Португалии, Vogue Portugal Fashion Awards 2012[10]
- Модель-открытие 2013 по версии журнала ¡Hola![11]
- Лучшая модель Португалии, Portuguese Golden Globes Fashion Awards 2014
- 2014 Rookie of the Year, Sports Illustrated Swimsuit Issue
- Лучшая модель Португалии, Portuguese Golden Globes Fashion Awards 2015[12]